# Pascoea parcemaculata
Pascoea parcemaculata är en skalbaggsart som beskrevs av Stefan von Breuning 1948. Pascoea parcemaculata ingår i släktet Pascoea och familjen långhorningar. Inga underarter finns listade i Catalogue of Life.